# Eurosoma minor
Eurosoma minor är en skalbaggsart som först beskrevs av P. Rossi 1792.  Eurosoma minor ingår i släktet Eurosoma och familjen stumpbaggar. Inga underarter finns listade i Catalogue of Life.